# Flughafen Cox’s Bazar

i8
i11
i13
Der Internationale Flughafen Cox's Bazar  (bengalisch কক্সবাজার আন্তর্জাতিক বিমানবন্দর, IATA-Code: CXB, ICAO-Code: VGCB) ist der Internationale Flughafen von Cox’s Bazar in Bangladesch.

## Lage und Anfahrt
Der Flughafen liegt etwa zwei Kilometer westlich des Stadtzentrums von Cox’s Bazar.

## Geschichte
Der Flughafen wurde, wie auch einige andere Flughäfen in Bangladesch, während des Zweiten Weltkriegs erbaut. Er diente in dieser Zeit als Basis für die Royal Air Force gegen das japanisch besetzte Burma.

## Planung
In Zukunft soll der Flughafen zum vierten internationalen Flughafen Bangladeschs ausgebaut werden. Dazu gehört zum einen die Verlängerung der einzigen Start- und Landebahn auf 3000 Meter, zum anderen aber auch der Ausbau der Parkflächen für Großraumflugzeuge. Außerdem ist die Einrichtung modernerer Navigationseinrichtungen, wie zum Beispiel ein Instrumentenlandesystem (ILS), geplant.

Laut aktivem NOTAM 2016/C0004 vom 25. Januar 2016 finden zurzeit Bauarbeiten zur Verlängerung und Verbreiterung der Start- und Landebahn statt. Am 15. Juli 2025 wird er als internationaler Flughafen eröffnet. Am 27. Juli 2025 soll Air Arabia offiziell internationale Flüge aufnehmen.

## Zwischenfälle
- Am 23. Oktober 1945 flog eine Douglas DC-3/C-47B der britischen Royal Air Force (RAF) (Luftfahrzeugkennzeichen KJ957) in Cumulonimbus-Gewitterwolken ein und verschwand 37 Kilometer östlich von Chiringa (Britisch-Indien, heute Bangladesch) oder 55 Kilometer nordöstlich vom Flughafen Cox’s Bazar. Es wird vermutet, dass die Maschine während des Fluges auseinandergebrochen ist. Alle 14 Insassen, Besatzungsmitglieder und Passagiere, werden bis heute vermisst.[5]

- Am 9. März 2016 stürzte beim Durchstartversuch 3 km westlich des Flughafens ein Frachtflugzeug des Typs Antonow An-26B der True Aviation (S2-AGZ) ab. Zuvor war dort der Start trotz Schubverlusts auf einem Triebwerk fortgesetzt worden. Nach dem Abstellen des Triebwerks startete der Kapitän aus unbekannten Gründen im Anflug wieder durch; dabei kam es zum Strömungsabriss. Von den vier Besatzungsmitgliedern überlebte nur der Navigator.[6]